# موسا، ایتالیا
موسا، ایتالیا (به ایتالیایی: Mossa) یک کومونه در ایتالیا است که در استان گوریتزیا واقع شده‌است.

## خصوصیات
موسا ۶٫۱ کیلومترمربع مساحت و ۱٬۶۸۹ نفر جمعیت دارد و ۵۹ متر بالاتر از سطح دریا واقع شده‌است.